# Шарже
Шарже (фр. Chargé) је насељено место у Француској у региону Центар, у департману Ендр и Лоара.
По подацима из 2011. године у општини је живело 1197 становника, а густина насељености је износила 52,09 становника/km².

## Демографија
| 1962. | 1968. | 1975. | 1982. | 1990. | 2011. |
| ----- | ----- | ----- | ----- | ----- | ----- |
| 571   | 525   | 595   | 757   | 862   | 1.197 |